# 埔里社製糖所

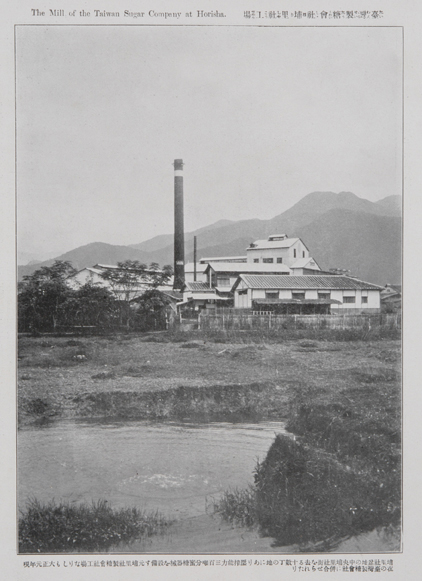
埔里社製糖所

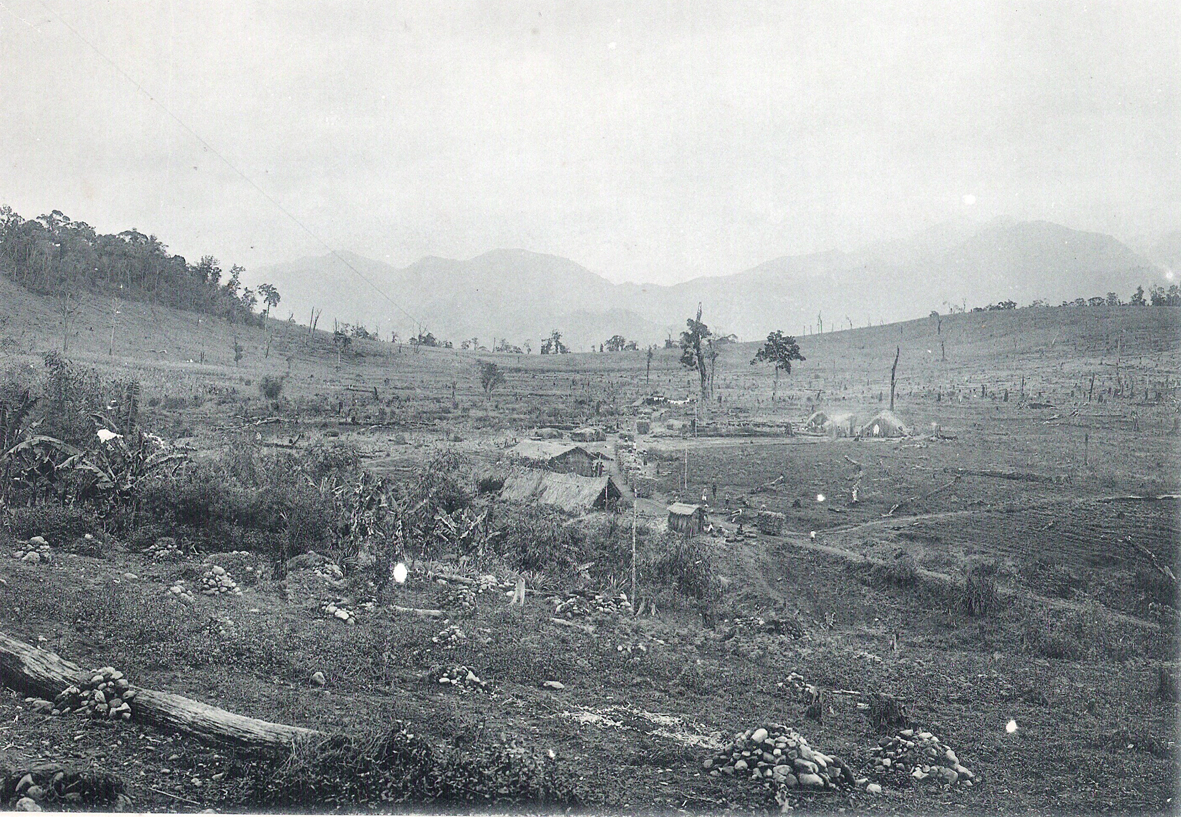
埔里社製糖所太平頂（大坪頂）農場

埔里社製糖所（又稱埔里製糖所或埔里糖廠），是一座曾經存在的砂糖製造工廠，亦曾是臺灣地區海拔最高的新式製糖工廠，原址位於今埔里鎮埔里酒廠及台糖埔里副產加工廠一帶。

## 沿革概略
1906年，埔裏社街一帶居民集資在今埔里酒廠一帶設立舊式糖廍（以人力壓搾方式製造紅糖的工廠）。
1909年至1910年，當局強制原糖廍經營者與日本人投資合併組成合股公司，設立埔里社製糖株式會社；並將糖廍改建為每日壓榨甘蔗量750公噸的新式製糖工場，另鋪鐵道聯絡集集、南投。因遭遇嚴重水災，損失慘重難以支持，於隔年併入臺灣當時四大製糖企業之一的臺灣製糖株式會社。
1911年，隨著埔里社製糖株式會社併入臺灣製糖株式會社，製糖工廠改名為埔里社製糖所。
1912年，埔里社製糖所首次開工。
二次大戰後，隸屬於台灣糖業公司第二分公司，改稱埔里社糖廠。
1950年，改行總廠制，隸屬於臺中總廠，改名為埔里糖廠。
1954年，由於農場之甘蔗種植都在山區地帶，天然環境不甚理想，原料產量甚低而且運輸成本過高，決議撤銷埔里糖廠，停產關閉，並改制為台灣糖業公司埔里副產加工廠。

## 鐵路
其路線軌距皆為610毫米，依據民國42年臺糖公司鐵道室繪製的之臺糖鐵道網圖，包含下列路線(斜體字為民國42年當時已全線拆除路線)：
- 三條崙線(兼辦客運)
- 房里線
- 水尾線
- 福興線
- 小埔社線（於小埔社直接銜接三條崙線，尾端一部分民國42年時已拆除）[2]
- 大坪頂線
- 滴水線
- 松柏崙線
- 桃米坑線(民國42年時僅存糖廠至南港溪橋前路)
- 外車埕線(營業線)
- 水頭線

## 外部連結
- 埔里社製糖所 （页面存档备份，存于） 臺糖全球中文入口網
- 埔里糖廠 （页面存档备份，存于） 臺灣製糖工廠百年文史地圖
- 臺灣製糖株式會社埔里社製糖所 無蓋甘蔗運搬車貨車圖 （页面存档备份，存于） 數位典藏與數位學習國家型科技計畫

### 關於鐵路
- traces的部落格: 20080322 尋埔里舊製糖鐵路(3) （页面存档备份，存于）